# Salvador Cea Bermúdez
Salvador de Cea Bermúdez y Buzo, I conde consorte de Colombí (Málaga, 17 de febrero de 1803-Roma, 31 de octubre de 1852) fue un aristócrata, diplomático y político español, ministro brevemente durante el reinado de Isabel II.

## Familia
Hijo de Manuel de Cea Bermúdez y Lacosta y hermano del también político Francisco Cea Bermúdez, siendo su familia originaria de Archidona (Málaga), el 4 de octubre de 1832 se casó en Alemania con María Antonia Gertrudis Colombí Bode, I condesa de Colombí.
Su hermano José María de Cea Bermúdez y Buzo se casó con Catalina Navarro y Rosas, de quien tuvo a Francisco de Cea Bermúdez y Navarro (bau. Málaga, 1821 - 1883), ministro plenipotenciario de España, etc, casado en Santa Justa, Lisboa, el 2 de mayo de 1854 con Ermelinda Maria Augusta Isabel Luísa Gonzaga Allen de Morais Palmeiro (San Tomás de Aquino, París, 11 de septiembre de 1832 - 1917), I vizcondesa de Benavente por decreto de Carlos I de Portugal de fecha desconocida de 1890 en el estado de veuda, con descendencia.

## Ministro efímero
Cuando se constituye el denominado Gabinete Relámpago de Serafín María de Sotto (entre el 19 y 20 de octubre de 1849) fue nombrado ministro de Estado, aunque no llegó a ocupar el cargo ya que era embajador en Lisboa, Portugal. El cargo fue ocupado de forma interina, por unas horas ya que el nombramiento es del 19 de octubre de 1849 y se publica en la Gaceta de Madrid el 20 de octubre. Al día siguiente es cesado (como el resto del gabinete).

## Últimos años
Más tarde, marcharía a Roma, donde falleció en 1852. Está enterrado en la iglesia de Santa María de Montserrat de los Españoles de esa ciudad.